# Murie Residence
Le Murie Residence est une maison du comté de Teton, dans le Wyoming, aux États-Unis. Protégée au sein du parc national de Grand Teton, cette demeure en rondins ayant appartenu à Olaus et Margaret Murie est inscrite au Registre national des lieux historiques depuis le 23 avril 1990. C'est une propriété contributrice au district historique de Murie Ranch, un district historique créé le 24 août 1998 et classé National Historic Landmark le 17 février 2006.